# Pleasant Dale (Nebraska)
Pleasant Dale est un village de l'État américain du Nebraska, situé dans le Seward. Selon le recensement de 2010, sa population est de 205 habitants.